# Aberto de Bahia 2010
L'Aberto de Bahia 2010 è stato un torneo professionistico di tennis maschile giocato sul cemento, che faceva parte dell'ATP Challenger Tour 2010. È stata l'unica edizione del torneo e si è giocata a Salvador in Brasile dal 16 al 22 agosto 2010.

## Partecipanti

### Teste di serie
| Nazionalità | Giocatore         | Ranking* | Testa di serie |
| ----------- | ----------------- | -------- | -------------- |
| Brasile     | Ricardo Mello     | 83       | 1              |
| Argentina   | Federico Delbonis | 125      | 2              |
| Francia     | David Guez        | 128      | 3              |
| Francia     | Josselin Ouanna   | 135      | 4              |
| Brasile     | João Souza        | 138      | 5              |
| Brasile     | Thiago Alves      | 158      | 6              |
| Bielorussia | Uladzimir Ihnacik | 176      | 7              |
| Australia   | Matthew Ebden     | 184      | 8              |

- Ranking al 9 agosto 2010.

### Altri partecipanti
Giocatori che hanno ricevuto una wild card:
- Guilherme Clezar
- Rogério Dutra da Silva
- Tiago Lopes
- Daniel Silva

Giocatori passati dalle qualificazioni:
- Chen Ti
- Robert Farah
- Toshihide Matsui
- Nicholas Monroe

## Campioni

### Singolare
Ricardo Mello ha battuto in finale  Thiago Alves, 5–7, 6–4, 6–4

### Doppio
Franco Ferreiro /  André Sá hanno battuto in finale  Uladzimir Ihnacik /  Martin Kližan, 6–2, 6–4